# Mester
En mester (æda. mæster, oldn. meistari; fra mnt. meister, mester (hty. meister), af lat. magister) er oprindeligt en titel på en lærer, som har elever. Deraf også universitetsgraden magistergrad. Også om en håndværker, der var så veluddannet at han kan være læremester for lærlinge i sit fag. I perioder skulle en svend der ønskede at blive mester aflægge en mesterprøve – for at blive optaget i et håndværkerlaug.
Som ansatte kan mesteren have svende, lærlinge og arbejdsdrenge.
Mester kan også bruges til at udtrykke at en person er usædvanlig dygtig til sit fag.
Herudover bruges det i sammensatte ord som fyrmester, maskinmester og lokomotivmester til at udtrykke at personen er i en overordnet stilling.
Titlen mester bruges nu især til i sportsverdenen, hvor man f.eks. kan blive national mester, europamester eller verdensmester i sin disciplin.